# Robert Rhodin
Robert Rhodin, född 25 november 1972 i Stalowa Wola i Polen, är en polskfödd programmerare och företagsledare aktiv inom blockchain och film.

## Biografi
År 1990 grundade Robert Rhodin en konsultfirma som bistod Vattenfall med analys av data från Forsmarks kärnkraftverk. Företagets programvara identifierade brister i kylsystemet och visualiserade strömflöden kring kylstavarna, där sprickbildning hade uppstått.
Året därpå utvecklade han ett system för insamling och analys av data från vindkraftverk belägna på Gotland och längs den svenska västkusten. Resultaten från detta arbete användes som underlag för placeringen av framtida vindkraftverk samt för att identifiera de mest ekonomiskt gynnsamma förhållandena.
År 1994 etablerade Rhodin en av Sveriges första animationsstudior, Image Factory, vilken bland annat producerade introduktionsanimationen till friidrotts-VM 1995 i Göteborg. År 1997 var han verksam vid den brittiska animationsstudion The Moving Picture Company i London, där han arbetade med kunder såsom reklambyrån Saatchi & Saatchi och produktionen av James Bond-filmen Die Another Day.
Mellan 2001 och 2005 drev Rhodin ett produktionsbolag inriktat på reklamfilm. Bolaget producerade reklamfilmer för företag som Burger King, L'Oréal, Procter & Gamble, McDonald's och Land Rover.
Under 2004 ansvarade han för majoriteten av de visuella effekterna i Lilla Jönssonligan på kollo, regisserad av Christjan Wegner.
År 2008 grundade han animationsstudion White Shark, vilken producerade den första svenska animerade långfilmen i 3D.
Studions första film, Tomtar och Troll – Den hemliga kammaren, hade premiär i Sverige 2009 och lanserades internationellt i 85 länder under 2010. Filmen mottogs negativt i Sverige men fick viss internationell framgång, däribland placering bland topp 10 på biografer i Mellanöstern och Turkiet, 500 000 sålda DVD-skivor i USA och Kanada samt 2 miljoner visningar på Youku.com i Kina. Sammanlagt uppskattas filmen ha setts av omkring 10 miljoner människor världen över och den distribueras fortfarande på VOD-plattformar och kabel-tv.
I september 2009 avgick Rhodin som verkställande direktör för White Shark, efter att han och en anhörig häktats på sannolika skäl misstänkta för mord på Rhodins styvfar. Han greps den 23 september och häktades två dagar senare. Både Rhodin och den andra misstänkta nekade till brott. I december samma år släpptes Rhodin ur häktet, och han delgavs inga brottsmisstankar. Förundersökningen lades senare ner då brottet inte kunde styrkas.
År 2012 producerade Rhodin tillsammans med Lukasz Wojarski ungdomsserien Skrotarna för SVT, en produktion i tio avsnitt via bolaget Happy Fiction.
Året därpå, 2013, grundade han reklamfilmsbolaget CulDeSac AB, som bland annat producerade reklamfilmer för Göta Lejon med artister som Ola Salo, Björn Kjellgren och Charlotte Perrelli. Produktionerna gällde musikaler såsom Förklädet, Jesus Christ Superstar, Evita och Priscilla.
År 2014 producerade Rhodin dokumentärfilmen Tomasz Ossolinski – Before The Show, som beskrivs som Polens första modedokumentär. Filmen fick premiär på 20 biografer och visades på filmfestivaler internationellt.
Den animerade barnfilmen Baby Pirates, riktad till förskolebarn, producerades 2016 och valdes ut som Amazon Prime Star i augusti och september samma år, då den sågs av cirka 350 000 tittare.
År 2018 grundade Rhodin företaget KeychainX LLC i Kalifornien, USA, tillsammans med amerikanska investerare, däribland biotechinvesteraren Joel Cohen. Företaget utvecklar en plånbok för Bitcoin och har två patentansökningar registrerade hos USPTO och EPO. KeychainX är specialiserat på att återställa förlorade eller glömda kryptovalutor, särskilt inom Bitcoin och Ethereum.
År 2019 inledde han produktionen av dokumentärfilmen My Big Biba, om modeikonen Barbara Hulanicki. Filmen valdes ut till DocLabs 2019 i Warszawa och presenterades samma år vid filmfestivalerna i Sheffield och San Sebastián.

## Verk i urval

### Regi
- Tomtar och troll (2008)

### Producent
- Baby Pirates (2016)
- Tomasz Ossolinski - Before The Show (2014)
- Skrotarna (2012)

### Manus
- Astrid Silverlock (i produktion)
- Gnomes & Trolls 2 (i produktion)
- Baby Pirates (i produktion)
- Gnomes & Trolls - The Secret Chamber (2008)

### Vinjetter & Grafisk design
- 2003 - Talismanen
- Parlamentet
- Så ska det låta
- Vänner och fiender
- Fångarna på fortet
- Kockduellen
- Res TV
- OP:7
- Svenska Ljus
- Friidrotts-VM 1995 Göteborg

### Musikvideor
- The Tide is High - Papa Dee
- Rob'n Raz - Take a Ride
- Hearsay - Reasons
- Fantazy Dreamworld - Combayah

### Reklamfilmer
- Förklädet Musical - Produktionsbolag: CulDeSac, regissör: Robert Rhodin
- Evita Musical - Produktionsbolag: CulDeSac, regissör: Robert Rhodin
- VW Golf GTi - Produktionsbolag: mod:film, regissör: Jhoan Kamitz
- Vichy Novaue - Produktionsbolag: Image Factory, regissör: Robert Rhodin
- Diesel - Perfume - Produktionsbolag: mod:film, regissör: Jhoan Kamitz
- Landrover - Produktionsbolag: Image Factory, regissör: Robert Rhodin
- Candelia - Polly - Produktionsbolag: Petterson & Åkerlund, regissör: Jonas Åkerlund
- Posten - OSA - Produktionsbolag: Petterson & Åkerlund, regissör: Jonas Åkerlund
- McDonalds - Korsordet - Produktionsbolag: White Shark HB, regissör: Robert Rhodin
- McDonalds - Ronald McDonald Barncancerfond - Produktionsbolag: White Shark HB, regissör: Christjan Wegner
- Burger King 2000-2003 - Produktionsbolag: Image Factory, regissör: Robert Rhodin
- Sirius Satellite - Produktionsbolag: Stink London, regissör: Lawrence Hamburger
- Superbrugsen - Produktionsbolag: Moving Picture Company
- Always

### Specialeffekter
- Lilla Jönssonligan på kollo (2004)
- Adam & Eva (2003)
- Hamilton (1998)
- Lånarna (1997)